# Partnair-vlucht 394
Partnair vlucht 394 was een chartervlucht met een Convair 580, die verongelukte op 8 september 1989 op 30 km voor de kust van Denemarken. Niemand van de 55 inzittenden overleefde het ongeluk en daarmee was het de grootste vliegramp van een Noorse luchtvaartmaatschappij.

## Vliegtuig
Het vliegtuig, geregistreerd LN-PAA, was een 36 jaar oude Convair 580 van de chartermaatschappij Partnair gevlogen door de broers Rolf en Terje Thoresen. Het vliegtuig was al eens betrokken bij een ongeval.

## De vlucht
Het vliegtuig was onderweg van Oslo Fornebu naar Hamburg. De passagiers waren werknemers van de rederij Wilhelmsen Lines die vlogen naar Hamburg voor de tewaterlating van een nieuw schip. Het vliegtuig vloog boven het Skagerrak, maar toen het de Deense kust naderde begon de staart van het vliegtuig te schudden en uiteindelijk brak deze af. De Convair stortte snel daarna in zee. Ongeveer 90% van het vliegtuig is teruggevonden.

## Onderzoek
Het toestel was slecht onderhouden: drie van de zes bouten waar de staart aan vast zat kwamen van een zwarte markt in bouten. Deze waren niet sterk genoeg om de resonantie aan te kunnen. Gedurende meerdere vluchten was reeds resonantie voorgekomen. Tijdens de ongeluksvlucht maakte de bemanning gebruik van de Auxiliary power unit(APU) in de staart omdat een van de twee generatoren van het vliegtuig defect was. De bijkomende trillingen van de APU veroorzaakten zoveel resonantie dat delen van de staart het begaven en het toestel onbestuurbaar werd.
British Midland 92 (8 januari) · Flying Tiger Line-vlucht 66 (19 februari) · United Airlines-vlucht 811 (24 februari) · Air Ontario-vlucht 1363 (10 maart) · Surinam Airways-vlucht 764 (7 juni) · Belgisch MiG-23 ongeluk (4 juli) · United Airlines-vlucht 232 (9 juli) · Varig-vlucht 254 (3 september) · Partnair-vlucht 394 (8 september) · UTA-vlucht 772 (19 september) · USAir-vlucht 5050 (20 september) · Avianca-vlucht 203 (27 november)